# Savitaipale
Savitaipale es un municipio de Finlandia.
Se localiza en la provincia de Finlandia Meridional y es parte de la región de Karelia del Sur. El municipio tiene una población de 3,669 (junio, 2015) y cubre un área de 690.55 km² de los cuales 150.81 km² son agua. La densidad de población es de 6.8 habitantes por kilómetro cuadrado.